# 棗祗
棗 祗（そう し、生没年不詳）は、中国後漢時代末期の政治家・武将。豫州潁川郡の人。子は棗処中。

## 事跡
天性の忠義と才能を有すると評された。董卓討伐に従事し、各所を征討した。その後、冀州の袁紹からも招聘があったが、棗祗は兗州の曹操を頼り、東阿県令に任命された。
興平元年（194年）、張邈・陳宮らが曹操に叛逆し、兗州のほとんどを制圧したが、鄄城・范・東阿の3城は反乱軍に対して抵抗を続けた。この時、棗祗は東阿の官民を統率して守備を固めていた。陳宮は自ら兵を率いて東阿を攻撃しようとしたが、程昱が倉亭津の渡しを断ち切ったので行軍が遅れ、結局は東阿攻撃が失敗した。
建安元年（196年）、羽林監となっていた棗祗は、曹操に対し韓浩らと共に屯田制の実行を進言した。最初、曹操は採用をためらったが、棗祗があくまでその採用を主張したため、棗祗を屯田都尉に任命して実行させた。その結果、顕著な成果を挙げたため、屯田制は後に任峻により大々的に展開され、曹操陣営の軍事力強化に大きく貢献した。
しかしその後、棗祗は早逝してしまった。曹操は彼に太守の地位を追贈した。また、侯に採り立てられるべきであったのにそれが叶わなかったとして、子の棗処中に棗祗の爵位・領地を引き継がせ、父を祀らせた。
羅貫中の小説『三国志演義』には登場しない。